# Huining
Der Kreis Huining (chinesisch 会宁县, Pinyin Huìníng Xiàn) gehört zum Verwaltungsgebiet der bezirksfreien Stadt Baiyin der chinesischen Provinz Gansu. Er hat eine Fläche von 6.439 Quadratkilometern und zählt 543.900 Einwohner (Stand: Ende 2018). Sein Hauptort ist die Großgemeinde Huishi (会师镇).
Die Stätte der Truppenzusammenkunft der Roten Armee in Huining (Huining Hongjun Huishi jiuzhi 会宁红军会师旧址) und die neolithische bis bronzezeitliche Niumendong-Stätte (Niumendong yizhi 牛门洞遗址) stehen auf der Liste der Denkmäler der Volksrepublik China.

## Administrative Gliederung
Auf Gemeindeebene setzt sich der Kreis aus fünf Großgemeinden und dreiundzwanzig Gemeinden (davon eine Nationalitätengemeinde der Hui) zusammen. 